# 耿村明代耿姓民宅
30°40′01.7″N 119°17′42.7″E / 30.667139°N 119.295194°E
耿村明代耿姓民宅位于中国安徽省广德市四合乡耿村:23。耿村以姓氏而得名，是个有七八百年历史的古老村落:23。该民宅原为耿姓府第，但新中国成立前原户主家道败落，将其卖与刘姓，后刘姓又将前进卖给戈家:24:1099。
该宅有前后三个进深，外墙涂白色粉末状物质，屋顶铺灰色瓦片。正门位于正面中央，门罩采用水磨青砖垂花式设计，房檐采用飞砖挑出，垂花柱下方雕刻有莲瓣纹饰，中央预留了一个粉色砖墙匾额位置，并嵌有浮雕式的吉祥如意图案。高大的风火墙将前后两部分连接在一起，墙体高低起伏，气势宏伟。:1099-1100
耿姓民宅说明耿村是以封建宗族为纽带而建成的家族聚落群体，其建筑特色体现了江南民居建筑工程技术和艺术水平的提高:25。2004年10月，安徽省人民政府将其公布为省级文物保护单位:1100。